# DRAMADA-J
DRAMADA-J（ドラマダ・ジェイ）は、2009年7月9日から9月24日まで関西テレビで毎週木曜日深夜1:05 - 1:35に放送されていた関西ジャニーズJr.出演のテレビドラマ。
各作品ともに前編・後編・メイキングの3週連続放送となる。

## 放送内容

### 未来はボクらの手の中に
2009年7月9日（前編）・16日（後編）・23日（メイキング）放送。

#### キャスト
- 深見恭平 - 桐山照史（B.A.D.）
- 松田順一 - 中間淳太（B.A.D.）
- 樋口美佳 - 高部あい
- 深見康夫 - 稲健二

#### スタッフ
- 企画：喜多隆（関西テレビ）
- 脚本：丑尾健太郎
- プロデューサー：石田秀樹（関西テレビ）、藤本惠
- チーフプロデューサー：谷口俊哉
- 監督：谷口俊哉
- 制作協力：ジャニーズ事務所
- 制作・著作：関西テレビ

### そこにいるボギー
2009年7月30日（前編）・8月6日（後編）・13日（メイキング）放送。

#### キャスト
- 神崎智也 - 中田大智（BOYS）
- ボギー - 濵田崇裕（BOYS）
- あかね - 桝岡明
- 井之上チャル
- 小牧芽美

#### スタッフ
- 企画：喜多隆（関西テレビ）
- 脚本：タカミKナミヲ（高見健次・川浪ナミヲ）
- プロデューサー：古市忠嗣、藤本惠、大城哲也（東通企画）
- チーフプロデューサー：谷口俊哉
- 監督：大城哲也（東通企画）
- 制作協力：ジャニーズ事務所
- 制作：東通企画
- 制作・著作：関西テレビ

### 望月Vogetsu
2009年8月20日（前編）・27日（後編）・9月3日（メイキング）放送。

#### キャスト
- 兵馬 - 浜中文一（Veteran）
- 源吾 - 室龍規（Veteran）
- 才蔵 - 伊藤政氏（Veteran）
- 新佐 - 菊岡正展（Veteran）
- 影友 - 山碕薫太（Veteran）
- 雪野 - 近野成美
- 那々實あぐり

#### スタッフ
- 企画：喜多隆（関西テレビ）
- 脚本：村上悦子
- プロデューサー：水戸徹、藤本惠、亀井弘明（MEW）
- チーフプロデューサー：谷口俊哉
- 監督：中村和宏（MEW）
- 制作協力：ジャニーズ事務所
- 制作：MEW
- 制作・著作：関西テレビ

### いつかの友情部、夏。
2009年9月10日（前編）・17日（後編）・24日（メイキング）放送。

#### キャスト
- 寺脇浩平 - 神山智洋（ 7 WEST）
- 日下部守 - 小瀧望（ 7 WEST）
- 沢村良太 - 重岡大毅（ 7 WEST）
- 太田亘 - 藤井流星（ 7 WEST）
- 長山二郎 - 竹本慎平（ 7 WEST）
- 松岡竜介 - 新垣佑斗（ 7 WEST）
- 貴島 - 山内圭哉
- 蟷螂襲

#### スタッフ
- 企画：喜多隆（関西テレビ）
- チーフプロデューサー：谷口俊哉
- プロデューサー：石田秀樹（関西テレビ）、藤本惠、松本浩（メディアプルポ）
- 脚本：上田信彦
- 監督：瑠東東一郎（メディアプルポ）
- 制作協力：ジャニーズ事務所
- 制作会社：メディアプルポ
- 制作・著作：関西テレビ

## DVD
- DRAMADA-J DVD-BOX（2010年2月5日発売、発売元・関西テレビ放送、販売元・TCエンタテインメント）
- DRAMADA-J「未来はボクらの手の中に」（2010年2月5日発売、発売元・関西テレビ放送、販売元・TCエンタテインメント）
- DRAMADA-J「そこにいるボギー」（2010年2月5日発売、発売元・関西テレビ放送、販売元・TCエンタテインメント）
- DRAMADA-J「望月Vogetsu」（2010年2月5日発売、発売元・関西テレビ放送、販売元・TCエンタテインメント）
- DRAMADA-J「いつかの友情部、夏。」（2010年2月5日発売、発売元・関西テレビ放送、販売元・TCエンタテインメント）